# Adriano Marcena
Adriano Marcena (Recife, 6 de outubro de 1965) é escritor, dramaturgo, historiador e conteudista brasileiro.
É membro das seguintes instituições: Associação Nacional de História – (AMPUH-PE), Sociedade Brasileira de Autores Teatrais – (SBAT-RJ),, União Brasileira dos Escritores – (UBE-PE), Ordem dos Músicos do Brasil – (OMB-PE), Associação dos Dramaturgos do Nordeste (ADN-RN). e Setorial de Gastronomia do Governo do Estado de Pernambuco 

## Biografia
Adriano Marcena estudou teatro no Curso de Formação do Ator da UFPE, além de ter estudado dramaturgia na mesma Universidade. Também concluiu o curso de Licenciatura Plena em História, na Universo, Campus Recife e possui Pós-graduação em Docência no Ensino Superior (Faculdade Campos Elísios - SP). Escreveu textos teatrais, muitos encenados, inclusive fora do Brasil, e alguns premiados. Há anos que estuda a História da alimentação em Pernambuco, com periodização na América Portuguesa, especificamente dedica suas pesquisas às relações socioculturais da gastronomia durante a ocupação da Companhia das Índias Ocidentais a Pernambuco (Invasão holandesa).. 
- Trilogia da Miséria Humana,1995;[7]
- As Mungangas de Zeca Apolinário na Terra do Vulcão Encarnado, 1999;
- A Ópera do Sol - Uma Odisséia Nordestina no Sertão Pernambucano,1998,[8]
- Jaboatão Histórias e Lutas, 2001[9]
- Teatro Completo Um: Textos para 1, 2 e até 3 atores (Programa BNB de Cultura 2009).[10]
- Dicionário da Diversidade Cultural Pernambucana. 2.ed. Recife: CEL Editora, 2011.[11]
- Damiana. Recife: CEL Editora, 2011. (Coleção Dramaturgia de Bolso; V. I).[12]
- Estrepolias de Pedro Malasarte. Recife: CEL Editora, 2011. (Coleção Dramaturgia de Bolso; V. II).[12]
- A Fuga das Letrinhas. Recife: CEL Editora, 2011. (Coleção Dramaturgia de Bolso; V. III).[12]
- Dicionário Escolar da Diversidade Cultural Pernambucana. Recife: Ideia Empreendimentos Culturais, 2012.[13]
- Mexendo o Pirão: importância sociocultural da farinha de mandioca no Brasil holandês (1637-1646). Recife: Funcultura, 2012.[14]
- Dicionário Escolar da Diversidade Cultural Pernambucana - Livro Digital. Recife: Funcultura, 2014.[15]
- Raspando o Tacho - Comida e Cangaço: Relações etnograstronômicas entre nômades e sedentários nos sertões nordestinos (1922-1938). Recife: Funcultura, 2015.[16]
- A Saideira - Breve História Cultural da Cerveja em Pernambuco. Recife: Funcultura/Trempe Produções, 2017.[17]
- As Aventuras do Vampiro do Cordel - Contos Hilários e Razoavelmente Assombrativos. Recife: Funcultura/ Trempe Produções, 2018. [18]
- Tube & Ted - A Incrível Jornada de um Vira-lata. Recife: O Autor / Funcultura, 2022.[19]
- Vampiro do Cordel - O Caçador de Assombração VS. O Cangaceiro Fantasma. Recife: O Autor / Funcultura, 2023.[20]

## Antologias
- Antologia do Instituto Histórico de Jaboatão. In: Belo, Adiuza (Org.). Jaboatão dos Guararapes: IHJ, 2006;[21]
- Memórias da Cena Pernambucana. In: Ferraz, Leidson (Org.). V.2. Recife: Funcultura/Governo Do Estado de Pernambuco, 2006.[22]

## Artigos
MARCENA, Adriano. Comida e identidade cultural: patrimônio imaterial em Jaboatão.
MARCENA, Adriano. Como se fora brincadeira: fantasia e infância na obra de Robson Teles. Projeto Lendo Pernambuco. Universidade Católica de Pernambuco -UINCAP.
MARCENA, Adriano. Fragmentos do grotesco em The Celio Cruz show. Universidade Católica de Pernambuco -UINCAP. MARCENA, Adriano. Cerveja, Embriaguez e Sociedade: Tríade que reúne humanos há séculos. ABA - Arquivos Brasileiros de Alimentação, Recife, PE,Brasil. e-ISSN 2446-9262 - UFRPE. 

## Prêmios
- 3 (três) Menções Honrosas do Conselho Municipal de Cultura da cidade do Recife para as obras As Mungangas de Zeca Apolinário na Terra do Vulcão Encarnado, 1998; Arrecifes do Silêncio e Estrepolias de Pedro Malasarte, ambas em 2002 e O Canto dos Vinhedos em 2004; 1 (uma) da Fundarpe, Fundação do Patrimônio Artístico e Histórico do Estado de Pernambuco para a obra O Rei Rodela, em 1992.[1]
- Prêmio Especial do Júri no XIII- Festival de Teatro de Bolso – Tebo – Recife-PE, 1992, Para o texto Gabriel & Isabel.[27]
- Prêmio Nacional de Estímulo à Dramaturgia, outorgado pela FUNARTE/Ministério da Cultura do Brasil para a obra A Ópera do Sol - Uma Odisséia Nordestina no Sertão Pernambucano – Ópera-repente, em 1996.[28]
- Prêmio Elpídio Câmara de Teatro concedido pelo Conselho Municipal de Cultura da Cidade do Recife para A Ópera do Sol - Uma Odisséia Nordestina no Sertão Pernambucano - Ópera-repente, em 1997.[1][29]
- Prêmio BNB de Cultura 2009 - Publicação do livro 'Teatro Textos para 1, 2 e até 3 Atores'.[30]
- Prêmio Mais Cultura de Literatura de Cordel 2010 – Edição Patativa de Assaré/Ministério da Cultura do Brasil, contemplando a 2ª edição da obra A Ópera do Sol - Uma Odisseia Nordestina no Sertão Pernambucano - Ópera-repente.[31]
- Prêmio Melhor Romance Infantojuvenil de 2022 para Tube & Ted - A Incrível Jornada de um Vira-lata, Prêmio Melhores do Ano 2022 - concedido pela Câmara Brasileira de Desenvolvimento Cultural, no âmbito da FLIPO 2022.[32]